# Allister (Band)
Allister ist eine US-amerikanische Pop-Punk-Band aus Chicago, Illinois.

## Geschichte
Gegründet wurde die Band 1996 von John Hamada (Gesang, Gitarre), Tim Rogner (Gesang, Schlagzeug) und Eric „Skippy“ Mueller (E-Bass) als Phineas Gage. Ein Jahr später benannten sie sich in Allister um und Drive-Thru Records veröffentlichte 1998 die Debüt-EP You Can't Do That on Vinyl. 1999 wurde das erste Album Dead Ends and Girlfriends veröffentlicht und die Besetzung der Band änderte sich mit Scott Murphy am Bass und Skippy an der Gitarre etwas. 2002 folgte das zweite Album Last Stop Suburbia, das sich in den Billboard-Heatseekers-Charts platzieren konnte. Eine Tour mit weltweiten Auftritten gab es 2004. Im selben Jahr spielten sie auch in dem Film Sleepover mit. Das dritte Album mit dem Namen Before the Blackout wurde dann 2005 veröffentlicht. Im März 2007 gaben die Bandmitglieder bekannt, dass sie „bis auf weiteres“ pausieren würden. Nach einer Japantournee fand das Abschiedskonzert am 20. Juli 2007 in Chicago statt.
Am 30. März 2010 gab die Band bei Myspace ihre Wiedervereinigung bekannt. Allister hat einen neuen Vertrag bei Universal Japan unterschrieben.

## Diskografie

### Alben
- 1999: Dead Ends and Girlfriends
- 2002: Last Stop Suburbia
- 2005: Before the Blackout
- 2010: Countdown to Nowhere
- 2012: Life Behind Machines

### EPs
- 1998: You Can't Do That on Vinyl (Drive-Thru Records)
- 2006: Guilty Pleasures (Drive-Thru Records)
- 2008: Guilty Pleasures II (Drive-Thru Records)